# Devon Gearhart
Devon Gearhart (Atlanta, Georgia, 5 de maio de 1995) é um ator norte-americano.

## Filmografia
| Filmes | Filmes                        | Filmes                        | Filmes               |
| Ano    | Título Original               | Título (Brasil)               | Papel                |
| ------ | ----------------------------- | ----------------------------- | -------------------- |
| 2004   | Bobby Jones: Stroke of Genius | Bobby Jones: A Lenda do Golfe | Bobby (aos 6/8)      |
| 2004   | The Brooke Ellison Story      | The Brooke Ellison Story      | Reed Ellison (jovem) |
| 2005   | Little Men                    | Little Men                    | Jake                 |
| 2005   | Warm Springs                  | Warm Springs                  | Elliot (aos 8/11)    |
| 2005   | Kicking & Screaming           | Papai Bate Um Bolão           | Voz (não creditado)  |
| 2006   | Canvas                        | Canvas                        | Chris Marino         |
| 2007   | Dog Days of Summer            | Dog Days of Summer            | Phillip              |
| 2007   | Funny Games                   | Violência Gratuita            | Georgie Farber       |
| 2008   | Changeling                    | A Troca                       | Garoto Winslow       |
| 2009   | Shorts                        | A Pedra Mágica                | Cole Black           |
| Séries |                               |                               |                      |
| Ano    | Título                        | Papel                         | Notas                |
| 2005   | Weeds                         | Billy (criança)               | 1 episódio           |
| 2009   | Lost                          | Ethan (jovem)                 | 1 episódio           |

## Prêmios e Indicações
| Prêmios | Prêmios   | Prêmios             | Prêmios                 | Prêmios            |
| Ano     | Resultado | Premiação           | Categoria               | Título             |
| ------- | --------- | ------------------- | ----------------------- | ------------------ |
| 2008    | Indicado  | Young Artist Awards | Melhor Ator Coadjuvante | Canvas             |
| 2009    | Indicado  | Young Artist Awards | Melhor Ator Coadjuvante | Violência Gratuita |
| 2010    | Indicado  | Young Artist Awards | Melhor Elenco           | A Pedra Mágica     |